# Nasutitermes nigriceps
Nasutitermes nigriceps är en termitart som först beskrevs av Samuel Stehman Haldeman 1853.  Nasutitermes nigriceps ingår i släktet Nasutitermes och familjen Termitidae. Inga underarter finns listade i Catalogue of Life.